# Ashraf-salen

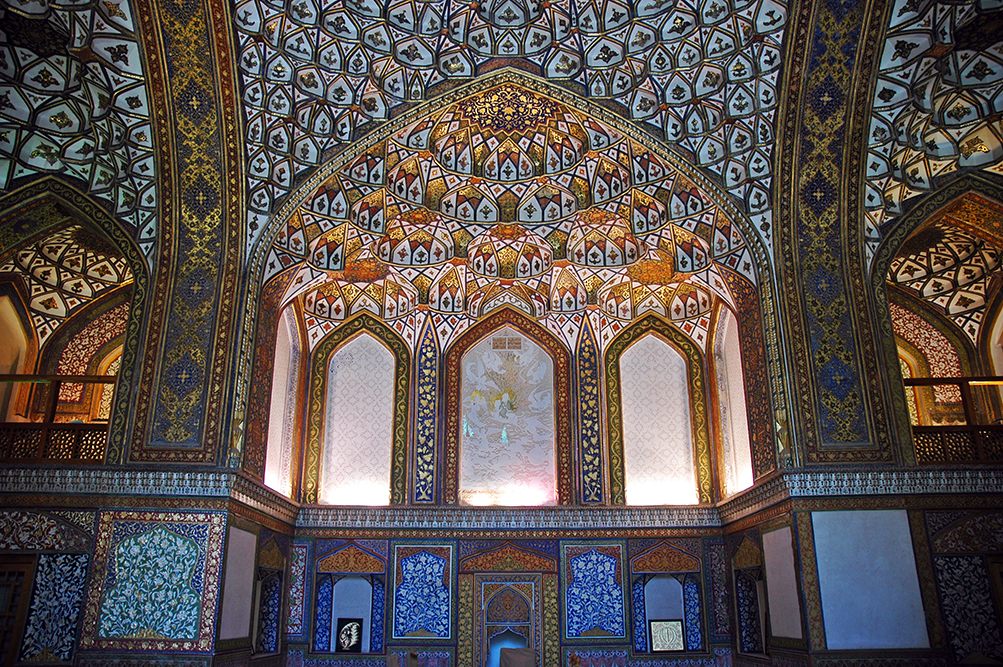
Ashraf-salen.

Ashraf-salen (persiska: تالار اشرف, translittererat: Tālār-e Ashraf) är en historisk byggnad i Esfahan som restes under den safavidiske kungen shah Abbas II:s tid. Byggnaden uppfördes i trä och dess plana tak har byggts ovanpå höga och tjocka pelare som är täckta av guld.